# Критика практического разума
«Критика практического разума» (нем. Kritik der praktischen Vernunft) — вторая из трёх критических работ Иммануила Канта непосредственное продолжение «Критики чистого разума». Опубликовано в 1788 г. в Риге И. Ф. Харткнохом.
Вторая критика оказала решающее влияние на последующее развитие в области этики и моральной философии, начиная с учения Иоганна Готлиба Фихте о науке и становясь в XX веке главным ориентиром для деонтологической моральной философии.

## Предисловие и введение
Большая часть двух первых глав посвящена сопоставлению положения теоретического и практического разума, а потому обсуждается вопрос о том, как «Критика практического разума» соотносится с «Критикой чистого разума».
Первая Критика «чистого разума» была критикой притязаний тех, кто пользуется чистым теоретическим разумом, кто претендует на постижение метафизических истин вне пределов прикладного рассуждения. Вывод состоял в том, что чистый теоретический разум должен быть сдержан, потому что он производит запутанные аргументы, когда применяется вне своей соответствующей сферы. Однако «Критика практического разума» — это не «Критика чистого практического разума», а скорее защита его как способного обосновать поведение, превосходящее то, что обосновано практическим рассуждением, основанным на желании. Таким образом, это фактически критика притязаний прикладного практического разума. На самом деле чистый практический разум нужно не ограничивать, а культивировать.
Кант вновь предлагает своим недовольным критикам фактически представить доказательство существования Бога и показывает, что это невозможно, поскольку различные аргументы (онтологические, космологические и телеологические) в пользу существования Бога всецело зависят от идеи, что существование есть предикат, присущий понятиям, к которым оно применяется.
Кант настаивает на том, что критика может стоять отдельно от более ранних «Основ метафизики нравственности», хотя она и обращается к некоторым критическим замечаниям, направленным на эту работу. Эта работа будет продолжаться на более высоком уровне абстракции.
В то время как обоснованные критические замечания в отношении основоположения должны быть рассмотрены, Кант отвергает многие критические замечания, которые он считает бесполезными. Он предполагает, что многие дефекты, обнаруженные рецензентами в его аргументах, на самом деле находятся только в их мозгах, которые слишком ленивы, чтобы понять его этическую систему в целом. Что же касается тех, кто обвиняет его в написании непонятного жаргона, то он бросает им вызов, чтобы найти более подходящий язык для своих идей или доказать, что они действительно бессмысленны. Он заверяет читателя, что вторая критика будет более доступной, чем первая.
Наконец, набросок второй критики представлен во введении. Она построена по образцу первой критики, разделяясь на две части: учение о началах (аналитика и диалектика) и учение о методе. Аналитика исследует действия рассматриваемой способности; диалектика исследует, как эта способность может быть введена в заблуждение; а учение о методе обсуждает вопросы нравственного воспитания. Однако общий ход рассуждений аналитики и диалектики имеет обратный характер по отношению к первой Критике: если там исследование начиналось с предметов и представлений о них в познавательной способности и двигалось в сторону формулировки основоположений теоретического познания вообще, то теперь исходным пунктом выступают основоположения разума. Связано это с тем, что практический разум как определение воли изначально является чистым, то есть автономным по отношению к внешнему миру.

## Глава Первая
Практический разум — это способность определять волю, которая действует, применяя общий принцип действия к конкретной ситуации. Для Канта принцип может быть либо простой максимой, если он основан на желаниях человека, либо законом, если он применяется повсеместно. Любой принцип, предполагающий в человеке предшествующее стремление к какому-либо объекту, всегда предполагает, что человек — это тот тип личности, который был бы заинтересован в этом конкретном объекте. Однако все, что интересует, может быть только случайным и никогда не является необходимым. Следовательно, это не может быть законом.
Сказать, например, что закон состоит в том, чтобы служить Богу, означает, что закон зависит от интереса к Богу. Это не может быть основанием для какого-либо универсального морального закона. Сказать, что закон состоит в том, чтобы искать величайшее счастье наибольшего числа или величайшее благо, всегда предполагает некоторый интерес к величайшему счастью, наибольшему числу, величайшему благу и так далее. Кант приходит к выводу, что источник номологического характера морального закона должен проистекать не из его содержания, а только из его формы. Содержание всеобщего нравственного закона, категорического императива не должно быть ничем сверх и выше формы закона, иначе оно будет зависеть от желаний его обладателя. Единственным законом, содержание которого состоит в его форме, по Канту, является утверждение:
Действуйте таким образом, чтобы Максима вашей воли всегда могла иметь место в то же время как принцип универсального законодательства.
Далее Кант утверждает, что воля, действующая на практический закон, есть воля, действующая на идею формы закона, идею разума, не имеющую ничего общего с чувствами. Следовательно, нравственная воля независима от мира чувств, мира, где она может быть ограничена случайными желаниями человека. Таким образом, воля фундаментально свободна. Обратное также применимо: если воля свободна, то она должна управляться правилом, но правилом, содержание которого не ограничивает свободу воли. Единственное подходящее правило — это правило, содержание которого эквивалентно его форме, категорический императив. Следовать практическому закону — значит быть автономным, тогда как следовать любому из других типов условных законов (или гипотетических императивов) — значит быть гетерономным и, следовательно, несвободным. Нравственный закон выражает положительное содержание свободы, а свобода от влияния выражает её отрицательное содержание.
Кроме того, мы осознаём действие нравственного закона на нас, и именно через это сознание мы осознаём нашу свободу, а не через какую-то особую способность. Хотя наши действия обычно определяются расчётами «самолюбия», мы понимаем, что можем игнорировать побуждения эгоизма, когда речь идёт о моральном долге. Сознание нравственного закона априорно и не поддаётся анализу.
Кант заканчивает эту главу обсуждением опровержения причинности по Юму.
Юм утверждал, что мы никогда не можем видеть одно событие причиной другого, а только постоянное соединение событий. Кант предполагает, что Юм путал феноменальный и ноуменальный миры (мир «вещей в себе»). Поскольку мы автономны, Кант теперь утверждает, что мы можем знать что-то о ноуменальном мире, а именно, что мы находимся в нём и играем в нём каузальную роль. Однако это знание является лишь практическим, а не теоретическим. Поэтому оно не влияет на наше знание вещей самих по себе. Мы избегаем метафизических спекуляций в ноуменальном мире.

## Глава Вторая
Кант указывает, что каждый мотив имеет определённое воздействие на мир. Когда нами движет желание, мы сначала исследуем возможности, которые мир оставляет нам открытыми, выбирая какой-то эффект, к которому мы хотим стремиться. Действие на практический моральный закон не работает таким образом. Единственным возможным объектом практического закона является благо, поскольку благо всегда является подходящим объектом для практического закона.
Необходимо избегать понимания практического закона просто как закона, который велит нам стремиться к благу, и стараться понять благо как то, к чему стремится практический закон. Если мы не понимаем добро с точки зрения практического закона, то нам нужен какой-то другой анализ, чтобы понять его. Единственная альтернатива — ошибочно понимать добро как стремление к удовольствию, а зло — как причинение боли себе.
Такого рода путаница между добром и удовольствием также возникает, когда мы путаем понятия добра и зла с понятиями хороший и плохой. Хорошее в сравнении с плохим — это просто удовольствие. Но это не относится к добру в смысле нравственного блага. Морально хороший человек может страдать от тяжёлой болезни (плохой), но он не становится поэтому плохим (злым) человеком. Если морально плохой человек наказан за свои преступления, то это может быть плохо (болезненно) для него, но хорошо и справедливо в моральном смысле.
Ошибка всех прошлых философских исследований морали состоит в том, что они пытались определить мораль в терминах блага, а не наоборот. Таким образом, все они стали жертвами одной и той же ошибки — смешения удовольствия с моралью. Если человек желает добра, он будет действовать, чтобы удовлетворить это желание, то есть чтобы произвести удовольствие.
Моральный закон, по мнению Канта, эквивалентен идее свободы. Поскольку ноуменальное не может быть воспринято, мы можем только знать, что нечто морально правильно, рассудив интеллектуально, может ли определённое действие, которое мы хотим совершить, быть совершено повсеместно. Кант называет идею о том, что мы можем знать, что правильно или неправильно, только через абстрактную рефлексию моральным рационализмом. Это противопоставляется двум альтернативным, ошибочным подходам к моральной эпистемологии: моральному эмпиризму, который принимает моральное добро и зло за нечто, что мы можем воспринять из мира, и моральному мистицизму, который принимает мораль за ощущение некоего сверхъестественного свойства, такого как одобрение Бога. Хотя обе эти позиции ошибочны и вредны, по Канту, моральный эмпиризм тем более полезен, что он эквивалентен теории, согласно которой морально правильное есть не что иное, как стремление к удовольствию.
В этой главе Кант даёт свою самую ясную и яркую формулировку позиции, которую он занимает в отношении вопроса о фундаментальной природе нравственности. Позиция Канта состоит в том, что нравственная благость, состоящая в следовании правилу категорического императива, является более фундаментальной для этики, чем благие последствия, и что именно правильные мотивы — обязательство перед долгом — являются критерием для определения человека как хорошего. Таким образом, Кант является деонтологом в терминологии современной философии, особенно аналитической философии. Он также занимает позицию по важному вопросу о том, как мы можем отличить правильное от неправильного. Кант полагает, что мы никогда не можем быть действительно уверены, когда мы стали свидетелями морального акта, поскольку моральная правильность акта состоит в том, что он был правильно вызван из ноуменального мира, который по определению непознаваем. Следовательно, он — моральный рационалист.

## Диалектика: Первая глава
Чистый разум, как в своей теоретической, так и в практической форме, сталкивается с фундаментальной проблемой. Большинство вещей в феноменальной сфере опыта условны (то есть зависят от чего-то другого), но чистый разум всегда стремится к безусловному. Проблема в том, что безусловное, согласно Канту, можно найти только в ноуменальном мире. Чистый разум, когда он пытается выйти за свои пределы в безусловное царство ноумена, неизбежно терпит неудачу, и результатом этого является создание антиномий разума.
Антиномии — это противоречивые утверждения, оба из которых кажутся обоснованными разумом. В первой Критике Кант разоблачил несколько таких антиномий спекулятивного разума. Во второй Критике он находит антиномию чистого практического разума, разрешение которой необходимо для дальнейшего развития нашего знания.
В этом случае антиномия состоит в том, что объектом чистого практического разума должно быть высшее благо (Summum bonum). Хорошие поступки зависят от высшего блага, чтобы сделать их стоящими. Однако предположение о существовании высшего блага ведёт к парадоксу, а предположение о несуществовании высшего блага также ведёт к парадоксу.

## Диалектика: Вторая глава
Кант постулирует два различных смысла «высшего блага»."С одной стороны, это относится к тому, что всегда хорошо и что требуется для всех других благ. Это чувство эквивалентно «исполнению долга». В другом смысле оно относится к лучшим из хороших состояний, даже если часть этого состояния является лишь условно хорошим. В этом последнем смысле высшее благо сочетает в себе добродетель и счастье.
Высшее благо есть объект чистого практического разума, поэтому мы не можем пользоваться последним, если не верим, что первое достижимо. Однако добродетель, очевидно, не обязательно ведёт к счастью в этом мире и наоборот. Стремиться к одному — не значит стремиться к другому, и, по-видимому, совершенно случайно весь остальной мир восполнит этот пробел, вознаградив нас за наше добродетельное поведение.
Но решение Канта состоит в том, чтобы указать, что мы существуем не только феноменально, но и ноуменально. Хотя мы не можем быть вознаграждены счастьем в феноменальном мире, мы все же можем быть вознаграждены в загробной жизни, которая может быть положена как существующая в ноуменальном мире. Поскольку именно чистый практический разум, а не только Максимы нечистого практического разума, основанного на желаниях, требует существования такой загробной жизни, бессмертия, единения с Богом и так далее, то эти вещи должны быть необходимы для способности разума в целом, и поэтому они требуют согласия.
Высшее благо требует высочайшего уровня добродетели. Мы можем узнать путём самоанализа, что такой добродетели не существует в нас сейчас и вряд ли будет существовать в обозримом будущем. На самом деле, единственный способ, которым подверженная ошибкам человеческая воля может стать похожей на святую волю, — это чтобы ей потребовалась вечность для достижения совершенства. Поэтому мы можем постулировать существование бессмертия. Если мы не постулируем этого, то мы будем вынуждены либо смягчить требования морали, чтобы сделать их достижимыми здесь и сейчас, либо мы сделаем абсурдное требование к себе, что мы должны достичь святой воли сейчас.
Высшее Благо также требует высочайшего уровня счастья, чтобы вознаградить высочайший уровень добродетели. Поэтому мы должны постулировать, что существует Всеведущий Бог, который может справедливо управлять миром и вознаграждать нас за нашу добродетель.

## Доктрина метода
В первой критике учение о методе намечает научное исследование принципов чистого теоретического разума. Однако здесь учение о методе будет вместо этого обсуждением того, как принципы практического разума могут быть применены к реальной жизни. Иными словами, учение о методе во второй критике в основном касается нравственного воспитания: вопроса о том, как мы можем заставить людей жить и действовать нравственно.
Кант показал, что подлинно нравственное поведение требует большего, чем просто внешнее проявление хорошего поведения; оно также требует правильных внутренних мотиваций. Циник или прагматик может сомневаться в том, действительно ли люди могут действовать из чувства «долга перед долгом». По его мнению, даже если бы мы смогли создать подобие морального общества, все это было бы огромным театром лицемерия, поскольку каждый внутренне, тайно продолжал бы преследовать свою собственную выгоду. Более того, это внешнее проявление нравственности не было бы устойчивым, но зависело бы от того, чтобы оно продолжало приносить пользу каждому индивиду. К счастью, считает Кант, такие сомнения ошибочны.
Почти каждый раз, когда происходит какое-либо общественное собрание, разговор будет включать сплетни и споры, которые влекут за собой моральные суждения и оценки о правильности или неправильности действий других. Даже люди, которые обычно не любят сложных аргументов, склонны рассуждать остро и с большим вниманием к деталям, когда их ловят на оправдании или осуждении поведения своих ближайших соседей.
Нравственное воспитание должно использовать эту естественную человеческую склонность к нравственной оценке, представляя учащимся исторические примеры добрых и злых поступков. Обсуждая ценность этих примеров в каждом конкретном случае, учащиеся получат возможность испытать на себе то восхищение, которое мы испытываем по отношению к моральному добру, и то неодобрение, которое мы испытываем по отношению к моральному злу.
Однако для того, чтобы продемонстрировать подлинную нравственную доброту, необходимо выбрать правильные примеры. И здесь, говорит Кант, мы склонны ошибаться в двух отношениях. Первый тип ошибок состоит в том, чтобы попытаться привлечь студентов к нравственности, предоставляя им примеры, в которых мораль и любовь к себе совпадают. Второй тип ошибок состоит в попытках эмоционально пробудить у студентов представление о морали, приводя примеры экстраординарного морального героизма, превосходящего то, что обычно требует мораль. Примеры, которые мы выбираем, должны подчёркивать простую исполнительность.
Первый из этих методов, утверждает Кант, обречён на провал, потому что студенты не придут к пониманию безусловной природы долга. Эти примеры также не будут очень вдохновляющими. Когда мы видим необычайное самопожертвование во имя следования какому-то принципу, мы вдохновляемся и движемся. Но когда мы видим, что кто-то следует какому-то принципу, почти не жертвуя собой или не жертвуя собой вовсе, мы не испытываем такого же впечатления.
Второй метод также потерпит неудачу, потому что он апеллирует к эмоциям, а не к разуму. Только разум может вызвать долговременные изменения в характере человека. Этот метод также заставляет студентов ассоциировать мораль с невозможной театральностью мелодрамы, а следовательно, презирать повседневные обязанности, которые они должны выполнять, как скучные и бесполезные.
Кант заканчивает вторую критику на обнадёживающей ноте о будущем этики. Чудеса как физического, так и этического миров не так уж далеки от нас: чтобы испытывать благоговейный трепет, мы должны смотреть только вверх, на звезды, или внутрь, на нравственный закон, который мы носим внутри себя. Изучение физического мира дремало веками и было окутано суевериями ещё до того, как появились физические науки. Нам позволено надеяться, что скоро нравственные науки заменят суеверие знанием об этике.